# ピーナッツ・バター・コンスピラシー
ピーナッツ・バター・コンスピラシー（The Peanut Butter Conspiracy）は、1960 年代にアメリカのロサンゼルスを拠点とするサイケデリック・ポップ/ロックグループ。このバンドは、リード・シンガーのバーバラ・ロビソンと、ジェファーソン・エアプレインのスペンサー・ドライデンをバンド・メンバーとして一時的に迎えたことで知られている。

## ディスコグラフィー
アルバム
- ザ・ピーナッツ・バター・コンスピラシー・イズ・スプレッディング (コロンビア・レコード、1967年3月)
- ザ・グレート・コンスピラシー(コロンビア・レコード、1967年12月)
- フォー・チルドレン・オブ・オール・エイジズ(チャレンジ レコード、1969 年) [1]

コンピレーション
- West Coast Love-In (Vault, 1967) with The Ashes [2] & The Chambers Brothers
- ターン・オン・ア・フレンド(ドロップ・アウト・レコーズ、1988)
- The Ashes とのSpreading from the Ashes (Ace Records 、2005)[3]
- Living Dream - The Best of the Peanut Butter Conspiracy ( Sundazed Music 、2005)
- バーバラ(2014) 出演 バーバラ・ロビソン